# Portia Perez
Jenna Grattan (Brockville, Ontario; 26 de octubre de 1987) es una ex luchadora profesional canadiense, conocida por su nombre artístico Portia Perez. Ha luchado con promociones como Shimmer Women Athletes, entre otras. Formó equipo regularmente con su compatriota Nicole Matthews, como las NINJAs canadienses, y la pareja fue dos veces campeona del Tag Team de Shimmer.

## Carrera profesional

### Primeros años

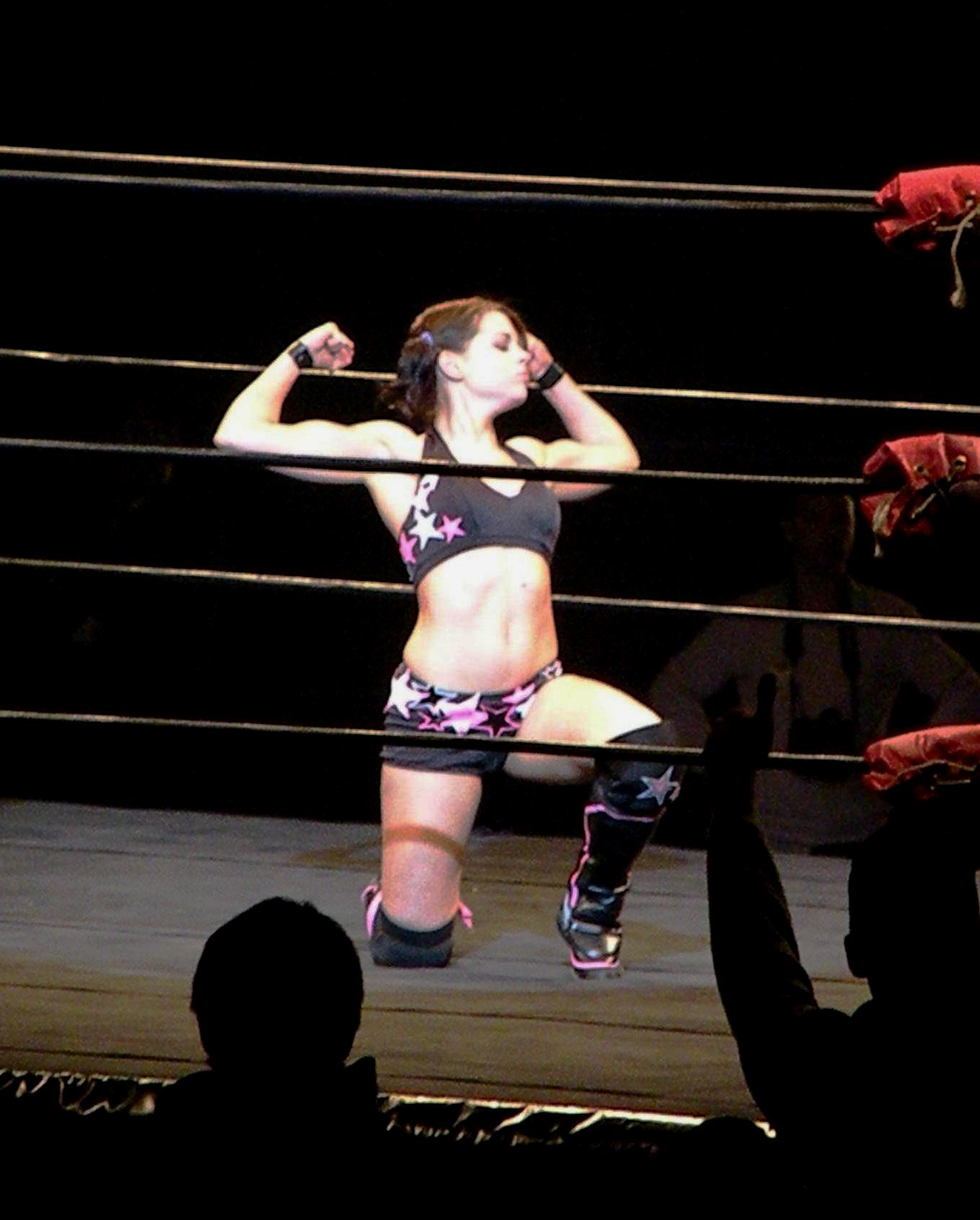
Portia Perez durante un combate en 2009.

Perez debutó como profesional a mediados de 2004 para Professional Wrestling Entertainment. Cuando todavía estaba en la escuela secundaria, Portia aceptó reservas con muchas empresas en Quebec y Ontario, incluyendo la promoción con la que se entrenó. En 2005, Perez comenzó a aceptar contratos en los Estados Unidos, debutando en ese país con Cleveland All Pro Wrestling. También compitió para otras empresas estadounidenses, como la Heartland Wrestling Association de Cincinnati (Ohio) y la IWA East Coast de Charleston (Virginia Occidental).

### Shimmer Women Athletes

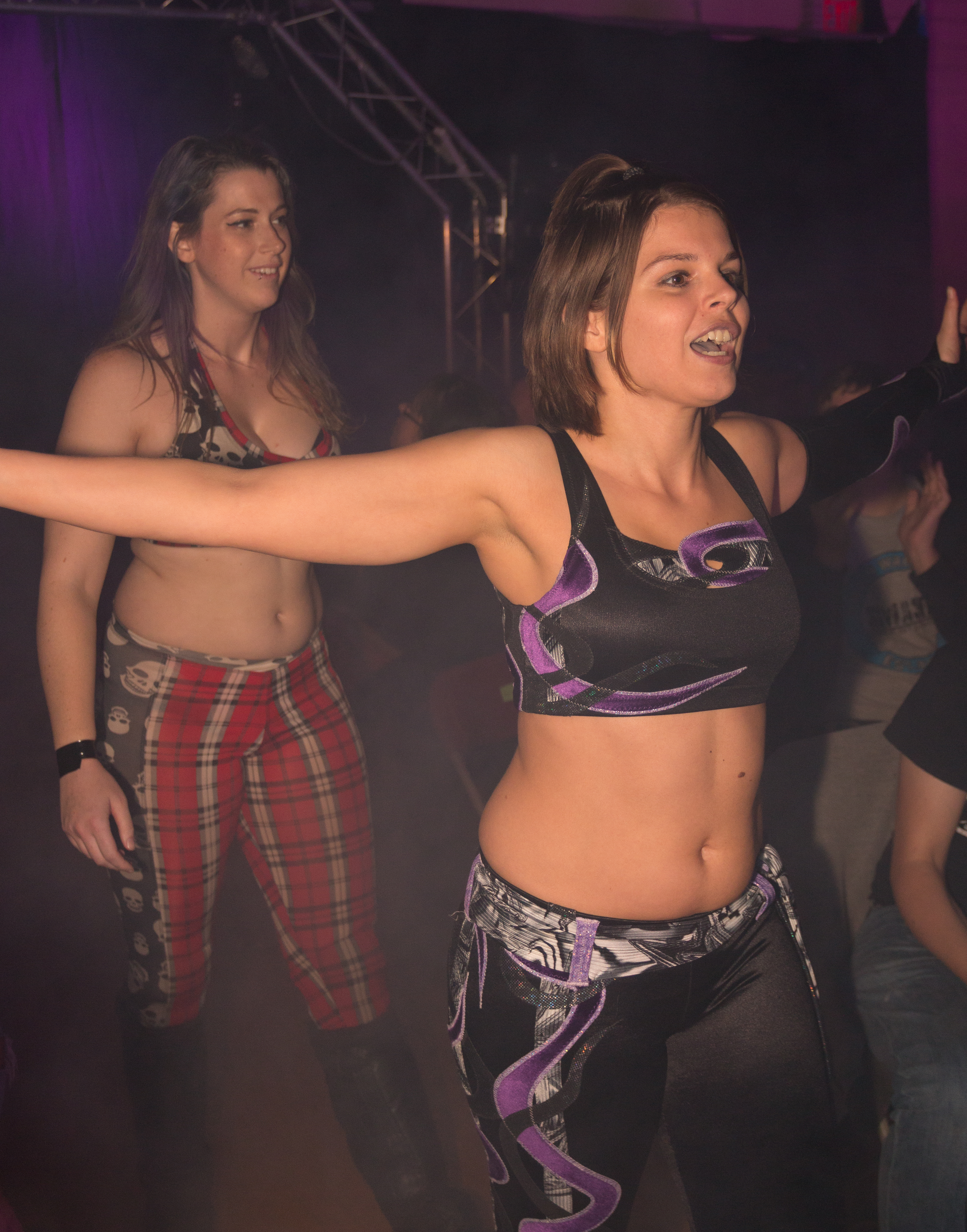
El equipo The Canadian Ninjas, formado por Portia Perez (enfrente) y Nicole Matthews, en 2015.

Perez debutó con Shimmer Women Athletes en mayo de 2006. Se perdió todas las fechas de junio y julio de 2007 tras sufrir una fractura en la mano en un combate contra MsChif en el show de la promoción el día 2 de junio. Volvió a la acción en el show de Ring of Honor del 27 de julio que tuvo lugar en Long Island. En octubre de 2007, formó un equipo regular con Nicole Matthews, más tarde apodado The Canadian NINJAs (National International Nation of Jalapeño Awesomeness).
Comenzó un combate con Allison Danger en el show de Shimmer del 5 de julio de 2008. El 3 de mayo de 2009, en las grabaciones del Volumen 26, Perez y Matthews derrotaron a Ashley Lane y Nevaeh para ganar el Campeonato Tag Team de Shimmer. Mantuvieron el título durante 692 días, antes de perderlo ante Hiroyo Matsumoto y Misaki Ohata el 26 de marzo de 2011. El 2 de octubre, las dupla fracasó en su intento de recuperar el campeonato, perdiendo ante Ayumi Kurihara y Ayako Hamada.
En marzo de 2012, en las grabaciones del Volumen 48, el equipo participó en un tag team match de eliminación a cuatro bandas, pero fueron el último tándem eliminado por Courtney Rush y Sara Del Rey, que ganaron el Shimmer Tag Team Championship. El 7 de julio, Perez y Matthews derrotaron a Rush y Del Rey en un evento de NCW Femmes Fatales (NCW FF) para ganar el Shimmer Tag Team Championship por segunda vez. Perdieron el título ante las Global Green Gangsters (Kellie Skater y Tomoka Nakagawa) el 14 de abril de 2013, en las grabaciones del Volumen 57.

### Otras promociones norteamericanas
El 15 de diciembre de 2008 fue derrotada por Angelina Love en un dark match de TNA Wrestling. El 10 de enero de 2009, hizo su debut en Jersey All Pro Wrestling derrotando a Jennifer Blake. El 1 de agosto, desafió sin éxito a la campeona femenina de JAPW Sara Del Rey por su título. Al año siguiente, el 9 de enero, Perez y Mia Yim perdieron ante The Addiction (Angeldust y Brittney Force).
En Anarchy Championship Wrestling (ACW), Perez derrotó a Rachel Summerlyn para coronarse como la primera campeona americana de ACW el 23 de agosto. El 17 de enero de 2010, en Guilty By Association, Perez perdió el Campeonato Americano Joshi ante Summerlyn. El 27 de junio, Perez se coronó como la Reina de las Reinas de la ACW de 2010 y también capturó el título American Joshi de la ACW por segunda vez. 
El 12 de noviembre de 2011, Perez ganó el Campeonato de Peso Pesado de la ACW en la primera ronda del Lone Star Classic 2011, derrotando al ex campeón Darin Childs y a Summerlyn en un trío. Perez perdió el título en la misma noche, ya que fue derrotada en la semifinal del torneo por JT LaMotta, debido a la interferencia de Robert Evans.
A principios de 2009, Grattan participó en las grabaciones de la primera temporada de Wrestlicious, que comenzó a emitirse en marzo de 2010. En la promoción aparece como "Faith" y forma equipo con su compañera habitual Nicole Matthews, que representa a "Hope". Debutó en el quinto episodio el 31 de marzo, formando equipo con Hope en un esfuerzo perdedor contra el equipo de Charlotte Flair y Paige Webb.
Perez derrotó a Kylie Pierce en el show de debut de NCW Femmes Fatales en septiembre de 2009 mediante trampas. En el siguiente show, el 5 de febrero de 2010, fue derrotada por Mercedes Martínez. Por ser una de las mitades del SHIMMER Tag Team Champions entró en el torneo para determinar la primera campeona de NXW Femmes Fatales y en la primera ronda derrotó a PJ Tyler.

### Apariciones en el circuito internacional

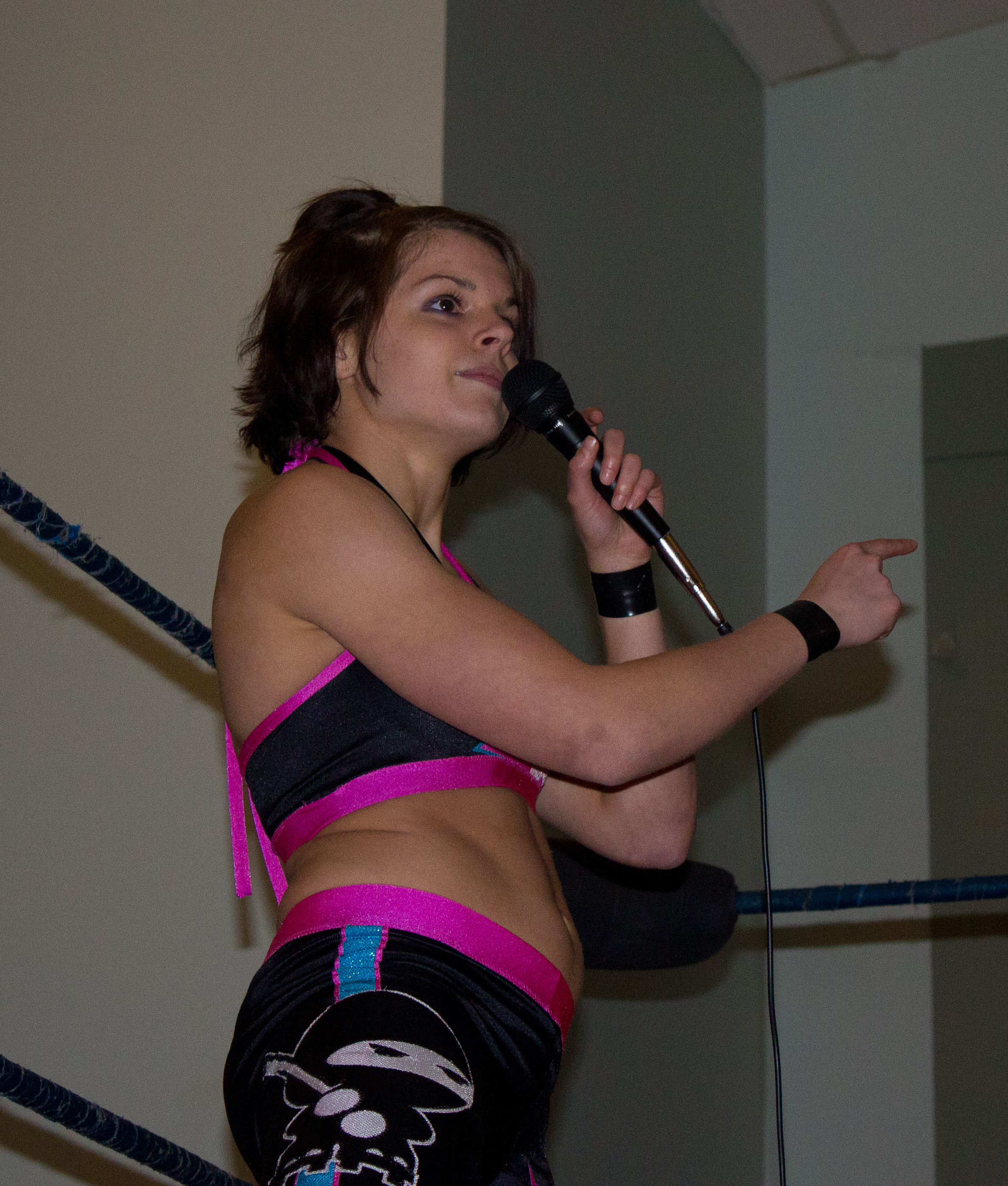
Portia Perez en 2011.

En enero de 2006, Portia participó en su primera gira internacional, pasando cuatro semanas en la Irish Whip Wrestling de Irlanda y la All Star Wrestling de Inglaterra. Perez hizo su debut en la lucha libre mexicana en junio de 2006 como competidora enmascarada llamada Xtasis. Pasó tres semanas compitiendo para Lucha Libre Femenina, además de aparecer para Lucha Libre AAA Worldwide (AAA). 
Perez regresó a Europa en noviembre de 2006, de gira una vez más con Irish Whip Wrestling. Durante su viaje, Perez participó en el torneo Queens of Chaos 2 en París (Francia), y también debutó para Real Quality Wrestling en el York Hall de Londres, desafiando a la Campeona Femenina de RQW "Jezebel" Eden Black. Regresó a Europa por tercera vez en abril de 2007, luchando en shows en Inglaterra e Irlanda en el transcurso de cuatro semanas.
El 23 de septiembre de 2011, Perez hizo su debut en Japón para la promoción Universal Woman's Pro Wrestling Reina, cuando ella y Nicole Matthews entraron en el REINA World Tag Team Championship, derrotando a Mia Yim y Sara Del Rey en su combate de primera ronda. Al día siguiente, Perez y Matthews fueron derrotadas en la final del torneo por La Comandante y Zeuxis. Perez regresó a Japón el 14 de enero de 2013, para trabajar para la promoción World Wonder Ring Stardom. 
Para la aparición, Perez se asoció con Kellie Skater y Tomoka Nakagawa como "Equipo Shimmer" en el torneo Artist of Stardom Championship, derrotando a Planet (Io Shirai, Mayu Iwatani y Natsumi Showzuki) en su combate de primera ronda. Sin embargo, ese mismo día, el trío fue derrotado en la final del torneo por Kawasaki Katsushika Saikyou Densetsu Plus One (Act Yasukawa, Natsuki☆Taiyo y Saki Kashima).
El 19 de enero, Perez derrotó a Natsumi Showzuki en un combate individual en otro evento de Stardom. Al día siguiente, Perez, en su último partido de la gira, formó equipo con Skater en un combate por equipos, que perdieron ante Hiroyo Matsumoto y Yuzuki Aikawa.

### Retiro
El 10 de octubre de 2015, Perez anunció que se vería obligada a retirarse de la lucha libre profesional debido a una importante lesión en el cuello que requirió cirugía. Luchó su último combate en las grabaciones de Shimmer del día siguiente, donde ella, Nicole Matthews, Kimber Lee y Lacey fueron derrotadas por Daizee Haze, Kellie Skater, Lexie Fyfe y Madison Eagles.

## Campeonatos y logros
- Anarchy Championship Wrestling
  - ACW Heavyweight Championship (1 vez)
  - ACW American Joshi Championship (2 veces)
  - American Joshi Queen of Queens (2010)
- Great Canadian Wrestling
  - GCW W.I.L.D. Championship (1 vez)
- Main Event Wrestling

MEW Women's Championship (1 vez)
- New Horizon Pro Wrestling
  - Global Conflict Shield Tournament[15]
- Pro Wrestling Illustrated
  - Posicionada en el nº 25 del top 50 de luchadoras femeninas en el PWI Female 50 en 2010[16]
- Shimmer Women Athletes
  - Shimmer Tag Team Championship (2 veces) – con Nicole Matthews
- Squared Circle Wrestling
  - 2CW Tag Team Championship (1 vez) – con Jason Axe